# Правителство на Социалистическа република Македония (17)
Последният Изпълнителен съвет (Седемнадесето правителство) на Социалистическа република Македония е формиран на 28 април 1986 година. Той остава на власт до 20 март 1991 година, когато встъпва на власт първото посткомунистическо правителство след първите многопартийни избори за парламент.

## Състав на Изпълнителния съвет
Съставът на правителството е следният:
- Глигорие Гоговски – председател
- полковник Зоран Костовски – член и републикански секретар за народна отбрана
- Александър Андоновски – член и републикански секретар за вътрешни работи
- Михайло Маневски – член и републикански секретар за правосъдие
- Методия Тошевски – член и републикански секретар за финанси
- Томислав Бундалевски – член и председател на Републикански комитет за енергетика, индустрия и строителство
- Иван Митровски – член и председател на Републикански комитет за общостопански работи и пазар
- Богдан Тодоровски – член и председател на Републикански комитет за земеделие, гори и водно стопанство
- Сърджан Керим – член и председател на Републикански комитет по икономическите въпроси с чужбина
- Томе Малевски – член и председател на Републикански комитет за транспорт и връзки
- Андрей Токарев – член и председател на Републикански комитет за урбанизъм и защита на околната среда
- Тито Беличанец – член и председател на Републикански комитет на труда
- Милован Шиковски – член и председател на Републикански комитет за здравеопазване и социална политика
- Саво Климовски – член и председател на Републикански комитет за образование и физическа култура
- Радмила Киприянова – член и председател на Републикански комитет за наука, технологично развитие и информатика
- Борислав Наумовски – член и председател на Републикански комитет за култура
- Милчо Балевски – член и председател на Републикански комитет по международните връзки
- Мирко Миронски – член и председател на Републикански комитет за информация
- Вера Терзиева Троячанец – член и председател на Републикански комитет за законодателство и организация
- Найденко Поповски – член и директор на Републиканския завод за обществено планиране
- Васил Влашки – член
- Владо Камбовски – член
- Илия Филиповски – член
- Икмет Кривца – член
- Вангел Арнаудов – член

## Промени от 1988
- Янко Обочки – председател на Републикански комитет за здравеопазване и социална политика[2]

## Промени от 1 ноември 1989
- Борислав Наумовски се освобождава от поста председател на Републикански комитет за култура, защото става директор на Архива на Македония[3].

## Промени от 1990
- Ристо Дамяновски е назначен за републикански секретар за народна отбрана на мястото на Зоран Костовски, който е освободен от съвета за народна отбрана и като член на републиканския съвет за защита на реда.[4].